# تحكم بالتدفق (شبكات)
في شبكات نقل البيانات، التحكم بالتدفق (بالإنجليزية: Flow Control)‏ هو عملية إدارة مُعدل النقل بين عقدتين لمنع مُرسل سريع من غمر مُستقبل بطيء، أي أنها تزوّد المستقبل بآلية للتحكم بسرعة النقل. يجب التمييز بين التحكم بالتدفق والتحكم بالازدحام، حيث تُستخدم الأخيرة في للاحكم بدفق البيانات الحالات التي يحصل فيها ازدحام أو اختناق في الشبكة. يُمكن تصنيف آليّات التحكّم بالتدفق بحسب سلوك المُستقبل وتفاعله مع المرسل.
يقوم المستقبل بالإفصاح عن قدرته على الإستيعاب وإخطار المرسل وذلك ببعث رسالة تدعى «النافذة المعلنة». تتفاوت قدرة المستقبل على التلقي باختلاف سرعته في المعالجة وقدرته على الخزن. في حين أن سرعة الإرسال لدى المرسل تعتمد على سرعته في المعالجة. دائما ما يفصح المستقبل في الرسالة التي يرسلها إلى المرسل عن السعة القصوى التي يقدر على تلقيها. لكن المرسل لا يبعث في أغلب الأحيان على المعدل الأقصى المسموح به. لإن معدل التراسل سيتأثر حتما بأحوال الشبكة الواصلة بينهما. فإذا كانت الشبكة مزدحمة، فإن حزم البيانات ستأخذ وقتا طويلا وسبلا مختلفة للوصول إلى المستقبل. وحتى لو كانت الشبكة غير مزدحمة، فإنها تؤثر وإن بقدر بسيط على معدل التراسل. وهذا ما يستدعي المرسل إلى تولي مهمة ضبط الاكتظاظ حتى لا يتسبب بازدحام الشبكة ويزيد الطين بلة.
يقوم المرسل من تلقاء نفسه، مع بداية أية تراسل، بإستحداث «نافذة» أخرى تدعى نافذة الاكتظاظ إلى جانب «النافذة المعلنة» الني يبعثها المستقبل. تسجل نافذة الاكتظاظ الحد الأقصى من البيانات الذي يمكن للشبكة أن تنقله. يقوم المرسل بمتابعة هاتين النافذتين ويحدد مقدار الإرسال الملائم الذي يناسب كلا من الشبكة والمستقبل. أي أنه يقوم بالإرسال حسب المقدار الذي تمليه أصغر النافذتين. فعلى سبيل المثال، إذا كانت النافذة المعلنة بحجم 2 كيلو بايت ونافذة الاكتظاظ بحجم 1 كيلو بايت، فإن المرسل يقوم بإرسال حزم بيانات مقدارها 1 كيلو بايت (1 كيلو بايت وليس 1 كيلوبايت\ثانية).